# Botevo, Iambol
Botevo (în bulgară Ботево) este un sat în comuna Tundja, regiunea Iambol,  Bulgaria. Numele veche este Ciumlec.

## Demografie
Componența etnică a satului Botevo
     Bulgari (69,94%)
     Romi (20%)
     Nicio identificare (8,96%)
     Altele (1,09%)
La recensământul din 2011, populația satului Botevo era de 915 locuitori. Din punct de vedere etnic, majoritatea locuitorilor (69,94%) erau bulgari, cu o minoritate de romi (20,0%). Pentru 8,96% din locuitori nu este cunoscută apartenența etnică.